# Бірсден
Бірсде́н (англ. Bearsden) — місто в центрі Шотландії, в області Східний Данбартоншир.
Населення міста становить 27 070 осіб (2006).

## Відомі уродженці
- Девід Таулесс — фізик-теоретик, нобелівський лауреат.